# Paradonea presleyi

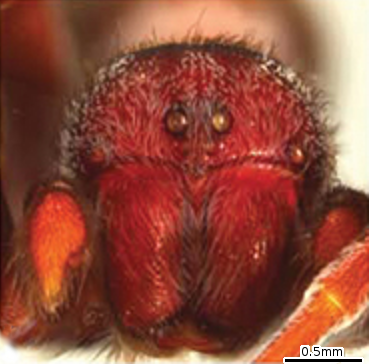
Frontalansicht von Paradonea presleyi, Männchen

Paradonea presleyi ist eine in Afrika vorkommende Webspinne aus der Familie der Röhrenspinnen (Eresidae). Die Erstbeschreiber widmeten die Art dem Rocksänger Elvis Presley.

## Merkmale
Die Männchen von Paradonea presleyi erreichen eine Länge von etwa sieben Millimetern. Das Prosoma ist dunkel rotbraun behaart und mit weißen Setae, die in der Brust- und Augenregion konzentriert sind vermischt. Die mittleren Augen sind auf der horizontalen Achse leicht getrennt, auf der vertikalen Achse besteht eine deutliche Überlappung der Augen. Der Hinterleib ist mit zwei behaarten cremeweißen, parallelen nach links und rechts abknickende Streifen in Form des Buchstaben L sowie eines spiegelbildlichen L versehen. Die gelbbraunen Beine haben aus weißen Setae gebildete Flecken und Längsstreifen.
Die Merkmale der Weibchen sind unbekannt.

## Ähnliche Arten
Paradonea parva fehlen die hellen Streifen auf dem Hinterleib. Paradonea presleyi unterscheidet sich durch die Anordnung der mittleren Augengruppe, die große Augen mit deutlicher Trennung auf der horizontalen Achse und signifikanter Überlappung auf der vertikalen Achse zeigt von anderen Röhrenspinnen-Arten, außer von Stegodyphus-Arten. Von diesen unterscheidet sich Paradonea presleyi durch die kurze, leicht stumpfe Clypeushaube, die bei der Gattung Stegodyphus länger ist.

## Verbreitung und Lebensraum
Die wenigen bisher gefundenen Exemplare von Paradonea presleyi waren ausschließlich Männchen und stammten aus dem Falcon College bei Esigodini in Simbabwe sowie aus dem Kruger-Nationalpark in Südafrika. Weitere Nachsuchungen sind erforderlich, um das Verbreitungsgebiet und die Lebensräume der Art genauer beschreiben zu können.

## Lebensweise
Wie auch andere Vertreter der Röhrenspinnen lebt Paradonea presleyi am Boden und konnte mittels Grubenfallen (pit trap) nachgewiesen werden. Detaillierte Angaben zur Lebensweise der Art liegen noch nicht vor.

## Trivia
Die Erstbeschreiber widmeten die Art dem Rocksänger Elvis Presley. Sie wollten damit einerseits seine Verdienste um die Rock-’n’-Roll-Musik würdigen, andererseits sei sein Konterfei besonders oft in sogenannten black velvet paintings dargestellt worden. Diese in den USA verbreitete Trivialkunst zeigt idealisierte Porträts vor samtig-schwarzem Hintergrund. Auch die neu beschriebene Spinnenart zeigt teilweise eine dunkle samtige Behaarung. Paradonea presleyi reiht sich damit in eine Serie von Spinnen ein, denen eine (meist subjektiv gebildete) Verbindung zu Prominenten zugeschrieben wird, dazu gehören u. a. Otacilia loriot und Aphonopelma johnnycashi.